# Plainville (Eure)
Plainville is een gemeente in het Franse departement Eure (regio Normandië) en telt 189 inwoners (2004). De plaats maakt deel uit van het arrondissement Bernay.

## Geografie
De oppervlakte van Plainville bedraagt 6,3 km², de bevolkingsdichtheid is 30,0 inwoners per km².
De onderstaande kaart toont de ligging van Plainville (Eure) met de belangrijkste infrastructuur en aangrenzende gemeenten.

## Demografie
Onderstaande figuur toont het verloop van het inwonertal (bron: INSEE-tellingen).